# Consorti dei sovrani del Sacro Romano Impero e di Germania

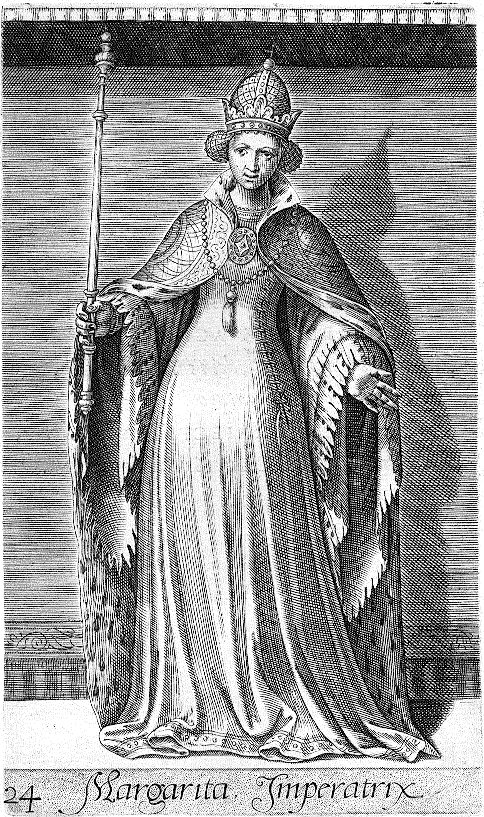
Imperatrice Margherita (1311-1356)

Questo è l'elenco delle consorti dei sovrani del Sacro Romano Impero, del regno dei Franchi Orientali e dell'Impero tedesco.
L'elevazione alla dignità imperiale era riservata ai soli maschi, pertanto non ci fu mai un'imperatrice regnante. La prima imperatrice fu Ermengarda di Hesbaye, moglie del secondo imperatore carolingio, Ludovico il Pio. La prima regina di Germania ad essere incoronata anche imperatrice fu Adelaide d'Italia.

## Imperatrici dei Romani
Prima del 962, il titolo di "Imperatore dei Romani" (Imperator Romanorum) non fu sempre associato con il regno dei Franchi Orientali; piuttosto esso fu inizialmente associato alla dinastia carolingia, ed in seguito posseduto da diverse altre figure del IX e X secolo; le loro consorti furono dunque Imperatrici, ma non necessariamente regine di Germania.
 Carolingi 
| Ritratto | Nome (nascita–morte)                              | Data del matrimonio      | Periodo                                       | Periodo                                  | Ascendenza e famiglia d'origine                              | Consorte    |
| Ritratto | Nome (nascita–morte)                              | Data del matrimonio      | Inizio                                        | Fine                                     | Ascendenza e famiglia d'origine                              | Consorte    |
| -------- | ------------------------------------------------- | ------------------------ | --------------------------------------------- | ---------------------------------------- | ------------------------------------------------------------ | ----------- |
|          | Ermengarda di Hesbaye (778 ca. – 3 ottobre 818)   | 794 circa                | Imperatrice 11 settembre 813 / 28 gennaio 814 | 3 ottobre 818                            | Ingramm di Hesbaye                                           | Ludovico I  |
|          | Giuditta di Baviera (800/805 – 19 aprile 843)     | Imperatrice febbraio 819 | Imperatrice febbraio 819                      | 20 giugno 840 (morte del marito)         | Guelfo I e Edvige di BavieraGuelfi Antichi (ramo borgognone) | Ludovico I  |
|          | Ermengarda di Tours (? – 20 marzo 851)            | ottobre 821              | Imperatrice ottobre 821 / 20 giugno 840       | 20 marzo 851                             | Ugo di ToursEticonidi                                        | Lotario I   |
|          | Engelberga d'Alsazia (830 ca. – 896/901)          | 5 ottobre 851            | Imperatrice 5 ottobre 851 / 23 settembre 855  | 12 agosto 875 (morte del marito)         | Supponidi                                                    | Ludovico II |
|          | Richilde di Provenza (845 ca. – 30 gennaio 910/4) | 22 gennaio 870           | Imperatrice 25 dicembre 875                   | 6 ottobre 877 (morte del marito)         | Bivin di VienneBosonidi                                      | Carlo II    |
|          | Riccarda di Svevia (840 ca. – 894/911)            | 1º agosto 862            | Imperatrice 12 febbraio 881                   | 11 novembre 887 (deposizione del marito) | Ercangero e ImmaAhalolfingi                                  | Carlo III   |

 Guidoni 
| Ritratto | Nome (nascita–morte) | Data del matrimonio | Periodo                     | Periodo                            | Ascendenza e famiglia d'origine | Consorte |
| Ritratto | Nome (nascita–morte) | Data del matrimonio | Inizio                      | Fine                               | Ascendenza e famiglia d'origine | Consorte |
| -------- | -------------------- | ------------------- | --------------------------- | ---------------------------------- | ------------------------------- | -------- |
|          | Ageltrude (? – 923)  | 875 circa           | Imperatrice 21 febbraio 891 | 12 dicembre 894 (morte del marito) | Adelchi di Benevento            | Guido    |

 Carolingi 
| Ritratto | Nome (nascita–morte)    | Data del matrimonio | Periodo                     | Periodo                           | Ascendenza e famiglia d'origine | Consorte |
| Ritratto | Nome (nascita–morte)    | Data del matrimonio | Inizio                      | Fine                              | Ascendenza e famiglia d'origine | Consorte |
| -------- | ----------------------- | ------------------- | --------------------------- | --------------------------------- | ------------------------------- | -------- |
|          | Oda (874 ca. – 903 ca.) | 888                 | Imperatrice 22 febbraio 896 | 8 dicembre 899 (morte del marito) | Corradinidi                     | Arnolfo  |

 Bosonidi 
| Ritratto | Nome (nascita–morte)                       | Data del matrimonio | Periodo                     | Periodo                          | Ascendenza e famiglia d'origine         | Consorte     |
| Ritratto | Nome (nascita–morte)                       | Data del matrimonio | Inizio                      | Fine                             | Ascendenza e famiglia d'origine         | Consorte     |
| -------- | ------------------------------------------ | ------------------- | --------------------------- | -------------------------------- | --------------------------------------- | ------------ |
|          | Anna di Costantinopoli (885 ca. – 912 ca.) | 900 circa           | Imperatrice 22 febbraio 901 | 21 luglio 905 (morte del marito) | Leone VI il SaggioDinastia dei Macedoni | Ludovico III |

 Unrochidi 
| Ritratto | Nome (nascita–morte)           | Data del matrimonio      | Periodo                  | Periodo                         | Ascendenza e famiglia d'origine                                    | Consorte   |
| Ritratto | Nome (nascita–morte)           | Data del matrimonio      | Inizio                   | Fine                            | Ascendenza e famiglia d'origine                                    | Consorte   |
| -------- | ------------------------------ | ------------------------ | ------------------------ | ------------------------------- | ------------------------------------------------------------------ | ---------- |
|          | Anna di Provenza (? – 930 ca.) | Imperatrice dicembre 915 | Imperatrice dicembre 915 | 7 aprile 924 (morte del marito) | Ludovico il Cieco e Anna di Costantinopoli (possibilmente)Bosonidi | Berengario |

## Regine dei Franchi Orientali
Con il trattato di Verdun nell'843, l'impero carolingio fu diviso. Lotario, sovrano del regno mediano di Lotaringia o Borgogna, ottenne il titolo di imperatore mentre Ludovico il Germanico ottenne il regno dei Franchi Orientali, l'area che sarebbe divenuta la Germania.
Le mogli dei monarchi di questo reame furono dunque regine dei Franchi Orientali, ma bisogna tener presente che non sempre furono anche imperatrici.
 Carolingi 
| Ritratto | Nome (nascita–morte)                           | Data del matrimonio | Periodo                                         | Periodo                                  | Ascendenza e famiglia d'origine                              | Consorte     |
| Ritratto | Nome (nascita–morte)                           | Data del matrimonio | Inizio                                          | Fine                                     | Ascendenza e famiglia d'origine                              | Consorte     |
| -------- | ---------------------------------------------- | ------------------- | ----------------------------------------------- | ---------------------------------------- | ------------------------------------------------------------ | ------------ |
|          | Emma di Baviera (808 ca. – 31 gennaio 876)     | 827                 | Regina 11 agosto 843                            | 31 gennaio 876                           | Guelfo I e Edvige di BavieraGuelfi Antichi (ramo borgognone) | Ludovico II  |
|          | Liutgarda di Sassonia (840/850 – novembre 885) | 29 novembre 874     | Regina 26 agosto 876                            | 20 gennaio 882 (morte del marito)        | Liudolfo di Sassonia e Oda dei BillunghiLiudolfingi          | Ludovico III |
|          | Riccarda di Svevia (840 ca. – 894/911)         | 1º agosto 862       | Regina 28 agosto 876Imperatrice 12 febbraio 881 | 11 novembre 887 (deposizione del marito) | Ercangero e ImmaAhalolfingi                                  | Carlo III    |
|          | Oda (874 ca. – 903 ca.)                        | 888                 | Regina 888 Imperatrice 22 febbraio 896          | 8 dicembre 899 (morte del marito)        | Corradinidi                                                  | Arnolfo      |

 Corradinidi 
| Ritratto | Nome (nascita–morte)          | Data del matrimonio | Periodo    | Periodo         | Ascendenza e famiglia d'origine | Consorte  |
| Ritratto | Nome (nascita–morte)          | Data del matrimonio | Inizio     | Fine            | Ascendenza e famiglia d'origine | Consorte  |
| -------- | ----------------------------- | ------------------- | ---------- | --------------- | ------------------------------- | --------- |
|          | Cunegonda (878 ca. – 918 ca.) | Regina 913          | Regina 913 | 23 dicembre 918 | Ahalolfingi                     | Corrado I |

## Regine e Imperatrici dei Romani
Con l'ascesa di Ottone I di Sassonia nel 962 al seggio imperiale, il titolo di Imperatore dei Romani fu legato al regno dei Franchi Orientali. Nel periodo compreso tra l'elezione reale e l'incoronazione imperiale, i sovrani tedeschi portavano il titolo di re dei Romani: di conseguenza, le consorti erano chiamate Regine dei Romani o Imperatrici dei Romani a seconda che il marito fosse stato incoronato o meno.
 Ottoni 
| Ritratto | Nome (nascita–morte)                                  | Data del matrimonio    | Periodo                                                 | Periodo                           | Ascendenza e famiglia d'origine                                          | Consorte  |
| Ritratto | Nome (nascita–morte)                                  | Data del matrimonio    | Inizio                                                  | Fine                              | Ascendenza e famiglia d'origine                                          | Consorte  |
| -------- | ----------------------------------------------------- | ---------------------- | ------------------------------------------------------- | --------------------------------- | ------------------------------------------------------------------------ | --------- |
|          | Matilde di Ringelheim (895 ca. – 14 marzo 968)        | 909                    | Regina 23 aprile 919                                    | 2 luglio 936 (morte del marito)   | Teodorico di Ringelheim e Rinilde di FrisiaImmedingi                     | Enrico I  |
|          | Edith del Wessex (910 – 26 gennaio 946)               | 930                    | Regina 7 agosto 936                                     | 26 gennaio 946                    | Edoardo il Vecchio e ElfledaCasa del Wessex                              | Ottone I  |
|          | Adelaide di Borgogna (928/933 – 16 dicembre 999)      | ottobre o novembre 951 | Regina ottobre o novembre 951Imperatrice 2 febbraio 962 | 7 maggio 973 (morte del marito)   | Rodolfo II di Borgogna e Berta di SveviaGuelfi Antichi (ramo borgognone) | Ottone I  |
|          | Teofano di Bisanzio (955 ca. – Nimega, 15 giugno 991) | 14 aprile 972          | Co-Imperatrice 14 aprile 972Imperatrice 7 maggio 973    | 7 dicembre 983 (morte del marito) | Giovanni Skleros e Sofia FocaSkleros                                     | Ottone II |
|          | Cunegonda di Lussemburgo (978 ca. – 3 marzo 1039)     | 1000 circa             | Regina 17 giugno 1002Imperatrice 26 aprile 1014         | 13 luglio 1024 (morte del marito) | Sigfrido di Lussemburgo e Edvige di NordgauCasato delle Ardenne          | Enrico II |

 Salici 
| Ritratto | Nome (nascita–morte)                                        | Data del matrimonio        | Periodo                                             | Periodo                                   | Ascendenza e famiglia d'origine                             | Consorte          |
| Ritratto | Nome (nascita–morte)                                        | Data del matrimonio        | Inizio                                              | Fine                                      | Ascendenza e famiglia d'origine                             | Consorte          |
| -------- | ----------------------------------------------------------- | -------------------------- | --------------------------------------------------- | ----------------------------------------- | ----------------------------------------------------------- | ----------------- |
|          | Gisella di Svevia (990 ca. – 14 febbraio 1043)              | 1016 circa                 | Regina 8 settembre 1024Imperatrice 26 marzo 1027    | 4 giugno 1039 (morte del marito)          | Ermanno II di Svevia e Gerberga di BorgognaCorradinidi      | Corrado II        |
|          | Gunilde di Danimarca (1020 ca. – 18 luglio 1038)            | 1036                       | Regina 1036                                         | 18 luglio 1038                            | Canuto il Grande e Emma di NormandiaDinastia di Gorm        | Enrico III        |
|          | Agnese di Poitou (1025 ca. – 14 dicembre 1077)              | 21 novembre 1043           | Regina 21 novembre 1043Imperatrice 25 dicembre 1046 | 5 ottobre 1056 (morte del marito)         | Guglielmo V di Aquitania e Agnese di BorgognaRamnulfidi     | Enrico III        |
|          | Berta di Savoia (21 settembre 1051 – 27 dicembre 1087)      | 13 luglio 1066             | Regina 13 luglio 1066Imperatrice 21 marzo 1084      | 27 dicembre 1087                          | Oddone di Savoia e Adelaide di SusaCasa Savoia              | Enrico IV         |
|          | Adelaide di Kiev (1070 ca. – 20 luglio 1109)                | Imperatrice 14 agosto 1089 | Imperatrice 14 agosto 1089                          | 31 dicembre 1105 (deposizione del marito) | Vsevolod di KievRjurikidi                                   | Enrico IV         |
|          | Costanza d'Altavilla (1082 – post 1135)                     | Regina 1095                | Regina 1095                                         | aprile 1098 (deposizione del marito)      | Ruggero I di Sicilia e Eremburga di MortainCasa d'Altavilla | Corrado di Lorena |
|          | Matilda d'Inghilterra (7 febbraio 1102 – 10 settembre 1167) | Imperatrice 7 gennaio 1114 | Imperatrice 7 gennaio 1114                          | 23 maggio 1125 (morte del marito)         | Enrico I d'Inghilterra e Matilde di ScoziaCasa di Normandia | Enrico V          |

 Billunghi del Supplimburgo 
| Ritratto | Nome (nascita–morte)                              | Data del matrimonio | Periodo                                        | Periodo                            | Ascendenza e famiglia d'origine                  | Consorte   |
| Ritratto | Nome (nascita–morte)                              | Data del matrimonio | Inizio                                         | Fine                               | Ascendenza e famiglia d'origine                  | Consorte   |
| -------- | ------------------------------------------------- | ------------------- | ---------------------------------------------- | ---------------------------------- | ------------------------------------------------ | ---------- |
|          | Richenza di Northeim (1087/1089 – 10 giugno 1141) | 1100 circa          | Regina 30 agosto 1125Imperatrice 4 giugno 1133 | 4 dicembre 1137 (morte del marito) | Enrico di Frisia e Gertrude di BrunswickNortheim | Lotario II |

 Hohenstaufen 
| Ritratto | Nome (nascita–morte)                                                    | Data del matrimonio       | Periodo                                          | Periodo                              | Ascendenza e famiglia d'origine                            | Consorte    |
| Ritratto | Nome (nascita–morte)                                                    | Data del matrimonio       | Inizio                                           | Fine                                 | Ascendenza e famiglia d'origine                            | Consorte    |
| -------- | ----------------------------------------------------------------------- | ------------------------- | ------------------------------------------------ | ------------------------------------ | ---------------------------------------------------------- | ----------- |
|          | Gertrude di Sulzbach (1110 ca. – 14 aprile 1146)                        | 1136                      | Regina 7 marzo 1138                              | 14 aprile 1146                       | Berengario II di Sulzbach e Adelaide di Wolfratshausen     | Corrado III |
|          | Adelaide di Vohburg (1125 ca. – 1187 ca.)                               | 1147                      | Regina 4 marzo 1152                              | marzo 1153 (matrimonio annullato)    | Diepoldo III di VohburgDiepoldingi                         | Federico I  |
|          | Beatrice di Borgogna Contessa di Borgogna (1140 ca. – 15 novembre 1184) | Imperatrice 9 giugno 1156 | Imperatrice 9 giugno 1156                        | 15 novembre 1184                     | Rinaldo III di Borgogna e Agata di LorenaAnscarici         | Federico I  |
|          | Costanza d'Altavilla Regina di Sicilia (1154 – 27 novembre 1198)        | 27 gennaio 1186           | Regina 27 gennaio 1186Imperatrice 14 aprile 1191 | 28 settembre 1197 (morte del marito) | Ruggero II di Sicilia e Beatrice di RethelCasa d'Altavilla | Enrico VI   |
|          | Irene Angelina (1181 – 27 agosto 1208)                                  | 25 maggio 1197            | Regina 6 marzo 1198                              | 21 giugno 1208 (morte del marito)    | Isacco II AngeloAngeli                                     | Filippo     |

 Guelfi di Brunswick 
| Ritratto | Nome (nascita–morte)                              | Data del matrimonio        | Periodo                    | Periodo                                | Ascendenza e famiglia d'origine                             | Consorte  |
| Ritratto | Nome (nascita–morte)                              | Data del matrimonio        | Inizio                     | Fine                                   | Ascendenza e famiglia d'origine                             | Consorte  |
| -------- | ------------------------------------------------- | -------------------------- | -------------------------- | -------------------------------------- | ----------------------------------------------------------- | --------- |
|          | Beatrice di Svevia (1198 – 11 agosto 1212)        | Imperatrice 23 luglio 1212 | Imperatrice 23 luglio 1212 | 11 agosto 1212                         | Filippo di Svevia e Irene AngelinaCasa di Hohenstaufen      | Ottone IV |
|          | Maria di Brabante (1190 ca. – maggio/giugno 1260) | Imperatrice 19 maggio 1214 | Imperatrice 19 maggio 1214 | 5 luglio 1215 (deposizione del marito) | Enrico I di Brabante e Matilde di BoulogneCasato di Reginar | Ottone IV |

 Hohenstaufen 
| Ritratto | Nome (nascita–morte)                                              | Data del matrimonio           | Periodo                                                             | Periodo                                 | Ascendenza e famiglia d'origine                                          | Consorte     |
| Ritratto | Nome (nascita–morte)                                              | Data del matrimonio           | Inizio                                                              | Fine                                    | Ascendenza e famiglia d'origine                                          | Consorte     |
| -------- | ----------------------------------------------------------------- | ----------------------------- | ------------------------------------------------------------------- | --------------------------------------- | ------------------------------------------------------------------------ | ------------ |
|          | Costanza d'Aragona (1179 ca. – 23 giugno 1222)                    | 5 agosto 1209                 | Regina 5 dicembre 1212 / 25 luglio 1215Imperatrice 22 novembre 1220 | 23 giugno 1222                          | Alfonso II, re d'Aragona, e Sancia di CastigliaCasa di Barcellona        | Federico II  |
|          | Jolanda di Brienne Regina di Gerusalemme (1212 – 1/6 maggio 1228) | Imperatrice 9 novembre 1225   | Imperatrice 9 novembre 1225                                         | 1/6 maggio 1228                         | Giovanni di Brienne e Maria degli AleramiciCasa di Brienne               | Federico II  |
|          | Isabella d'Inghilterra (1214 – 1º dicembre 1241)                  | Imperatrice 15/20 luglio 1235 | Imperatrice 15/20 luglio 1235                                       | 1º dicembre 1241                        | Giovanni, re d'Inghilterra, e Isabella d'AngoulêmePlantageneti           | Federico II  |
|          | Margherita di Babenberg (1204 ca. – 29 ottobre 1266)              | Regina 29 novembre 1225       | Regina 29 novembre 1225                                             | 15 agosto 1235 (deposizione del marito) | Leopoldo VI di Babenberg e Teodora AngelinaCasa di Babenberg             | Enrico (VII) |
|          | Elisabetta di Baviera (1227 – 9 ottobre 1273)                     | Regina 1º settembre 1246      | Regina 1º settembre 1246                                            | 21 maggio 1254 (morte del marito)       | Ottone II, duca di Baviera, e Agnese del PalatinatoCasato di Wittelsbach | Corrado IV   |

 Grande Interregno 
| Ritratto | Nome (nascita–morte)                                | Data del matrimonio    | Periodo                | Periodo                               | Ascendenza e famiglia d'origine                                                   | Consorte                                                            |
| Ritratto | Nome (nascita–morte)                                | Data del matrimonio    | Inizio                 | Fine                                  | Ascendenza e famiglia d'origine                                                   | Consorte                                                            |
| -------- | --------------------------------------------------- | ---------------------- | ---------------------- | ------------------------------------- | --------------------------------------------------------------------------------- | ------------------------------------------------------------------- |
|          | Elisabetta di Brunswick (1230 – 27 maggio 1266)     | Regina 25 gennaio 1252 | Regina 25 gennaio 1252 | 28 gennaio 1256 (morte del marito)    | Ottone I, duca di Brunswick, e Matilda del BrandeburgoGuelfi                      | Guglielmo d'Olanda                                                  |
|          | Sancia di Provenza (1225 – 9 novembre 1261)         | 22 novembre 1243       | Regina 13 gennaio 1257 | 9 novembre 1261                       | Raimondo Berengario IV, conte di Provenza, e Beatrice di SavoiaCasa di Barcellona | Riccardo di Cornovaglia in contrapposizione ad Alfonso di Castiglia |
|          | Beatrice di Falkenburg (1254 ca. – 17 ottobre 1277) | Regina 16 giugno 1269  | Regina 16 giugno 1269  | 2 aprile 1272 (morte del marito)      | Teodorico II di Falkenburg e Berta di Limburgo                                    | Riccardo di Cornovaglia in contrapposizione ad Alfonso di Castiglia |
|          | Violante d'Aragona (1236 – 1301)                    | 24 novembre 1248       | Regina 1º aprile 1257  | ottobre 1273 (deposizione del marito) | Giacomo I, re d'Aragona, e Iolanda d'UngheriaCasa di Barcellona                   | Alfonso di Castiglia in contrapposizione a Riccardo di Cornovaglia  |

 Asburgo 
| Ritratto | Nome (nascita–morte)                                | Data del matrimonio | Periodo                  | Periodo                           | Ascendenza e famiglia d'origine                                   | Consorte  |
| Ritratto | Nome (nascita–morte)                                | Data del matrimonio | Inizio                   | Fine                              | Ascendenza e famiglia d'origine                                   | Consorte  |
| -------- | --------------------------------------------------- | ------------------- | ------------------------ | --------------------------------- | ----------------------------------------------------------------- | --------- |
|          | Gertrude di Hohenberg (1225 ca. – 16 febbraio 1281) | 1245                | Regina 29 settembre 1273 | 16 febbraio 1281                  | Burcardo V di Hohenburg e Matilde di TubingaHohenberg             | Rodolfo I |
|          | Isabella di Borgogna (1270 ca. – agosto 1323)       | 6 febbraio 1284     | Regina 6 febbraio 1284   | 15 luglio 1291 (morte del marito) | Ugo IV, duca di Borgogna, e Beatrice di NavarraCasata di Borgogna | Rodolfo I |

 Nassau-Weilburg 
| Ritratto | Nome (nascita–morte)                                       | Data del matrimonio | Periodo              | Periodo                                 | Ascendenza e famiglia d'origine                | Consorte |
| Ritratto | Nome (nascita–morte)                                       | Data del matrimonio | Inizio               | Fine                                    | Ascendenza e famiglia d'origine                | Consorte |
| -------- | ---------------------------------------------------------- | ------------------- | -------------------- | --------------------------------------- | ---------------------------------------------- | -------- |
|          | Imagina di Isenburg-Limburg (1255 ca. – 29 settembre 1313) | 1271 circa          | Regina 5 maggio 1292 | 23 giugno 1298 (deposizione del marito) | Gerlach I di Limburgo e Imagina di Blieskastel | Adolfo   |

 Asburgo 
| Ritratto | Nome (nascita–morte)                                        | Data del matrimonio | Periodo               | Periodo                           | Ascendenza e famiglia d'origine                                                | Consorte  |
| Ritratto | Nome (nascita–morte)                                        | Data del matrimonio | Inizio                | Fine                              | Ascendenza e famiglia d'origine                                                | Consorte  |
| -------- | ----------------------------------------------------------- | ------------------- | --------------------- | --------------------------------- | ------------------------------------------------------------------------------ | --------- |
|          | Elisabetta di Gorizia e Tirolo (1262 ca. – 28 ottobre 1313) | 20 dicembre 1274    | Regina 27 luglio 1298 | 1º maggio 1308 (morte del marito) | Mainardo II, conte di Gorizia e Tirolo, e Elisabetta di BavieraCasa di Gorizia | Alberto I |

 Lussemburgo 
| Ritratto | Nome (nascita–morte)                                       | Data del matrimonio | Periodo                 | Periodo          | Ascendenza e famiglia d'origine                                   | Consorte   |
| Ritratto | Nome (nascita–morte)                                       | Data del matrimonio | Inizio                  | Fine             | Ascendenza e famiglia d'origine                                   | Consorte   |
| -------- | ---------------------------------------------------------- | ------------------- | ----------------------- | ---------------- | ----------------------------------------------------------------- | ---------- |
|          | Margherita di Brabante (4 ottobre 1276 – 14 dicembre 1311) | 9 luglio 1292       | Regina 27 novembre 1308 | 14 dicembre 1311 | Giovanni I di Brabante e Margherita di DampierreCasato di Reginar | Enrico VII |

 Asburgo 
| Ritratto | Nome (nascita–morte)                         | Data del matrimonio | Periodo                                       | Periodo                                                                      | Ascendenza e famiglia d'origine                                | Consorte          |
| Ritratto | Nome (nascita–morte)                         | Data del matrimonio | Inizio                                        | Fine                                                                         | Ascendenza e famiglia d'origine                                | Consorte          |
| -------- | -------------------------------------------- | ------------------- | --------------------------------------------- | ---------------------------------------------------------------------------- | -------------------------------------------------------------- | ----------------- |
|          | Isabella d'Aragona (1300/2 – 12 luglio 1330) | 11 maggio 1314      | Regina 19 ottobre 1315Regina 5 settembre 1325 | 28 settembre 1322 (abdicazione del marito)13 gennaio 1330 (morte del marito) | Giacomo II, re d'Aragona, e Bianca di NapoliCasa di Barcellona | Federico il Bello |

 Wittelsbach 
| Ritratto | Nome (nascita–morte)                                                                      | Data del matrimonio | Periodo                                            | Periodo                            | Ascendenza e famiglia d'origine                            | Consorte    |
| Ritratto | Nome (nascita–morte)                                                                      | Data del matrimonio | Inizio                                             | Fine                               | Ascendenza e famiglia d'origine                            | Consorte    |
| -------- | ----------------------------------------------------------------------------------------- | ------------------- | -------------------------------------------------- | ---------------------------------- | ---------------------------------------------------------- | ----------- |
|          | Beatrice di Slesia-Glogau (1290 ca. – 24 agosto 1322)                                     | 1308                | Regina 20 ottobre 1314                             | 24 agosto 1322                     | Bolko I di Świdnica e Beatrice di BrandeburgoPiasti        | Ludovico IV |
|          | Margherita II di Hainaut Contessa di Hainaut, Olanda e Zelanda (131 ca. – 23 giugno 1356) | 26 febbraio 1324    | Regina 26 febbraio 1324Imperatrice 17 gennaio 1328 | 11 ottobre 1347 (morte del marito) | Guglielmo I di Hainaut e Giovanna di ValoisCasa di Avesnes | Ludovico IV |

 Lussemburgo 
| Ritratto | Nome (nascita–morte)                                  | Data del matrimonio        | Periodo                                        | Periodo                                 | Ascendenza e famiglia d'origine                                                 | Consorte  |
| Ritratto | Nome (nascita–morte)                                  | Data del matrimonio        | Inizio                                         | Fine                                    | Ascendenza e famiglia d'origine                                                 | Consorte  |
| -------- | ----------------------------------------------------- | -------------------------- | ---------------------------------------------- | --------------------------------------- | ------------------------------------------------------------------------------- | --------- |
|          | Bianca di Valois (1316 – 1º agosto 1348)              | maggio 1329                | Regina 11 luglio 1346                          | 1º agosto 1348                          | Carlo di Valois e Mahaut di ChâtillonCasato di Valois                           | Carlo IV  |
|          | Anna di Baviera (26 settembre 1329 – 2 febbraio 1353) | 4 marzo 1349               | Regina 17 giugno 1349                          | 2 febbraio 1353                         | Rodolfo II, conte palatino del Reno, e Anna del TiroloCasato di Wittelsbach     | Carlo IV  |
|          | Anna di Świdnica (1339 – 11 luglio 1362)              | 27 maggio 1353             | Regina 27 maggio 1353Imperatrice 5 aprile 1355 | 11 luglio 1362                          | Enrico II di Świdnica e Caterina d'UngheriaPiasti                               | Carlo IV  |
|          | Elisabetta di Pomerania (1347 – 15 aprile 1393)       | Imperatrice 21 maggio 1363 | Imperatrice 21 maggio 1363                     | 29 novembre 1378 (morte del marito)     | Boghislao V, duca di Pomerania, e Elisabetta di PoloniaCasato di Greifen        | Carlo IV  |
|          | Giovanna di Baviera (1362 ca. – 31 dicembre 1386)     | 29 settembre 1370          | Regina 10 giugno 1376                          | 31 dicembre 1386                        | Alberto I, conte d'Olanda e Zelanda, e Margherita di BriegCasato di Wittelsbach | Venceslao |
|          | Sofia di Baviera (1376 – 4 novembre 1428)             | Regina 2 maggio 1389       | Regina 2 maggio 1389                           | 20 agosto 1400 (deposizione del marito) | Giovanni II, duca di Baviera, e Caterina di GoriziaCasato di Wittelsbach        | Venceslao |

 Wittelsbach 
| Ritratto | Nome (nascita–morte)                             | Data del matrimonio | Periodo               | Periodo                           | Ascendenza e famiglia d'origine                                                   | Consorte |
| Ritratto | Nome (nascita–morte)                             | Data del matrimonio | Inizio                | Fine                              | Ascendenza e famiglia d'origine                                                   | Consorte |
| -------- | ------------------------------------------------ | ------------------- | --------------------- | --------------------------------- | --------------------------------------------------------------------------------- | -------- |
|          | Elisabetta di Norimberga (1358 – 26 luglio 1411) | 27 giugno 1374      | Regina 21 agosto 1400 | 18 maggio 1410 (morte del marito) | Federico V, burgravio di Norimberga, e Elisabetta di MeißenCasato di Hohenzollern | Roberto  |

 Lussemburgo 
| Ritratto | Nome (nascita–morte)                     | Data del matrimonio | Periodo                                         | Periodo                            | Ascendenza e famiglia d'origine           | Consorte   |
| Ritratto | Nome (nascita–morte)                     | Data del matrimonio | Inizio                                          | Fine                               | Ascendenza e famiglia d'origine           | Consorte   |
| -------- | ---------------------------------------- | ------------------- | ----------------------------------------------- | ---------------------------------- | ----------------------------------------- | ---------- |
|          | Barbara di Cilli (1392 – 11 luglio 1451) | 1408                | Regina 21 luglio 1411Imperatrice 31 maggio 1433 | 9 dicembre 1437 (morte del marito) | Ermanno II di Cilli e Anna di Schauenburg | Sigismondo |

 Asburgo 
| Ritratto | Nome (nascita–morte)                                                              | Data del matrimonio          | Periodo                                             | Periodo                             | Ascendenza e famiglia d'origine                                                                        | Consorte        |
| Ritratto | Nome (nascita–morte)                                                              | Data del matrimonio          | Inizio                                              | Fine                                | Ascendenza e famiglia d'origine                                                                        | Consorte        |
| -------- | --------------------------------------------------------------------------------- | ---------------------------- | --------------------------------------------------- | ----------------------------------- | --- | --------------- |
|          | Elisabetta di Lussemburgo (7 ottobre 1409 – 19 dicembre 1442)                     | 19 aprile 1422               | Regina 18 marzo 1438                                | 27 ottobre 1439 (morte del marito)  | Sigismondo, imperatore del Sacro Romano Impero, e Barbara di CilliCasata di Lussemburgo                | Alberto II      |
|          | Eleonora del Portogallo (18 settembre 1434 – 3 settembre 1467)                    | 16 marzo 1452                | Regina 16 marzo 1452Imperatrice 19 marzo 1452       | 3 settembre 1467                    | Edoardo, re del Portogallo, e Eleonora di TrastámaraCasato d'Aviz                                      | Federico III    |
|          | Bianca Maria Sforza (5 aprile 1472 – 31 dicembre 1510)                            | 16 marzo 1494                | Regina 16 marzo 1494Imperatrice 4 febbraio 1508     | 31 dicembre 1510                    | Galeazzo Maria, duca di Milano, e Bona di SavoiaSforza                                                 | Massimiliano I  |
|          | Isabella del Portogallo (24 ottobre 1503 – 1º maggio 1539)                        | Imperatrice 10 marzo 1526    | Imperatrice 10 marzo 1526                           | 1º maggio 1539                      | Manuele I, re del Portogallo, e Maria di Castiglia e AragonaCasato d'Aviz                              | Carlo V         |
|          | Anna di Boemia e Ungheria (23 luglio 1503 – 27 gennaio 1547)                      | 26 maggio 1521               | Regina 5 gennaio 1531                               | 27 gennaio 1547                     | Ladislao II, re di Boemia e Ungheria, e Anna di Foix-CandaleJagelloni                                  | Ferdinando I    |
|          | Maria di Spagna (21 giugno 1528 – 26 febbraio 1603)                               | 13 settembre 1548            | Regina Novembre 1562Imperatrice 25 luglio 1564      | 12 ottobre 1576 (morte del marito)  | Carlo V, imperatore del Sacro Romano Impero, e Isabella del PortogalloCasa d'Asburgo                   | Massimiliano II |
|          | Anna d'Austria (4 ottobre 1585 – 15 dicembre 1618)                                | 4 dicembre 1611              | Imperatrice 1612                                    | 14 dicembre 1618                    | Ferdinando II d'Austria e Anna Caterina GonzagaAsburgo d'Austria                                       | Mattia          |
|          | Eleonora Gonzaga (23 settembre 1598 – 27 giugno 1655)                             | Imperatrice 2 febbraio 1622  | Imperatrice 2 febbraio 1622                         | 15 febbraio 1637 (morte del marito) | Vincenzo I Gonzaga, duca di Mantova, e Eleonora de' MediciGonzaga                                      | Ferdinando II   |
|          | Maria Anna di Spagna (18 agosto 1606 – 13 maggio 1646)                            | 20 febbraio 1631             | Regina 22 dicembre 1636Imperatrice 15 febbraio 1637 | 13 maggio 1646                      | Filippo III, re di Spagna, e Margherita d'Austria-StiriaAsburgo di Spagna                              | Ferdinando III  |
|          | Maria Leopoldina d'Austria (6 aprile 1632 – 7 agosto 1649)                        | Imperatrice 2 luglio 1648    | Imperatrice 2 luglio 1648                           | 7 agosto 1649                       | Leopoldo V d'Austria e Claudia de' MediciAsburgo d'Austria                                             | Ferdinando III  |
|          | Eleonora di Gonzaga-Nevers (18 novembre 1630 – 6 dicembre 1686)                   | Imperatrice 30 aprile 1651   | Imperatrice 30 aprile 1651                          | 2 aprile 1657 (morte del marito)    | Carlo di Gonzaga-Nevers e Maria GonzagaGonzaga-Nevers                                                  | Ferdinando III  |
|          | Margherita Teresa di Spagna (12 luglio 1651 – 12 marzo 1673)                      | Imperatrice 12 dicembre 1666 | Imperatrice 12 dicembre 1666                        | 12 marzo 1673                       | Filippo IV, re di Spagna, e Marianna d'AustriaAsburgo di Spagna                                        | Leopoldo I      |
|          | Claudia Felicita d'Austria (30 maggio 1653 – 8 aprile 1676)                       | Imperatrice 15 ottobre 1673  | Imperatrice 15 ottobre 1673                         | 8 aprile 1676                       | Ferdinando Carlo d'Austria e Anna de' MediciAsburgo d'Austria                                          | Leopoldo I      |
|          | Eleonora del Palatinato-Neuburg (6 gennaio 1655 – 19 gennaio 1720)                | Imperatrice 14 dicembre 1676 | Imperatrice 14 dicembre 1676                        | 5 maggio 1705 (morte del marito)    | Filippo Guglielmo, elettore del Palatinato, e Elisabetta Amalia d'Assia-DarmstadtCasato di Wittelsbach | Leopoldo I      |
|          | Guglielmina Amalia di Brunswick-Lüneburg (26 aprile 1673 – 10 aprile 1742)        | 24 febbraio 1699             | Regina 24 febbraio 1699Imperatrice 5 maggio 1705    | 17 aprile 1711 (morte del marito)   | Giovanni Federico, duca di Brunswick-Lüneburg, e Benedetta Enrichetta del PalatinatoCasato di Hannover | Giuseppe I      |
|          | Elisabetta Cristina di Brunswick-Wolfenbüttel (28 agosto 1691 – 21 dicembre 1750) | 1º agosto 1708               | Imperatrice 12 ottobre 1711                         | 20 ottobre 1740 (morte del marito)  | Luigi Rodolfo, duca di Brunswick-Lüneburg, e Cristina Luisa di Oettingen-OettingenBrunswick-Lüneburg   | Carlo VI        |

 Wittelsbach 
| Ritratto | Nome (nascita–morte)                                        | Data del matrimonio | Periodo                     | Periodo                            | Ascendenza e famiglia d'origine                                                                             | Consorte  |
| Ritratto | Nome (nascita–morte)                                        | Data del matrimonio | Inizio                      | Fine                               | Ascendenza e famiglia d'origine                                                                             | Consorte  |
| -------- | ----------------------------------------------------------- | ------------------- | --------------------------- | ---------------------------------- | --- | --------- |
|          | Maria Amalia d'Austria (22 ottobre 1701 – 11 dicembre 1756) | 5 ottobre 1722      | Imperatrice 24 gennaio 1742 | 20 gennaio 1745 (morte del marito) | Giuseppe I, imperatore del Sacro Romano Impero, e Guglielmina Amalia di Brunswick-LüneburgAsburgo d'Austria | Carlo VII |

 Lorena 
| Ritratto | Nome (nascita–morte)                                       | Data del matrimonio | Periodo                       | Periodo                           | Ascendenza e famiglia d'origine                                                                                | Consorte    |
| Ritratto | Nome (nascita–morte)                                       | Data del matrimonio | Inizio                        | Fine                              | Ascendenza e famiglia d'origine                                                                                | Consorte    |
| -------- | ---------------------------------------------------------- | ------------------- | ----------------------------- | --------------------------------- | --- | ----------- |
|          | Maria Teresa d'Austria (13 maggio 1717 – 29 novembre 1780) | 13 febbraio 1736    | Imperatrice 13 settembre 1745 | 18 agosto 1765 (morte del marito) | Carlo VI, imperatore del Sacro Romano Impero, e Elisabetta Cristina di Brunswick-WolfenbüttelAsburgo d'Austria | Francesco I |

 Asburgo-Lorena 
| Ritratto | Nome (nascita–morte)                                              | Data del matrimonio | Periodo                                          | Periodo                                | Ascendenza e famiglia d'origine                                                              | Consorte     |
| Ritratto | Nome (nascita–morte)                                              | Data del matrimonio | Inizio                                           | Fine                                   | Ascendenza e famiglia d'origine                                                              | Consorte     |
| -------- | ----------------------------------------------------------------- | ------------------- | ------------------------------------------------ | -------------------------------------- | -------------------------------------------------------------------------------------------- | ------------ |
|          | Maria Giuseppa di Baviera (30 marzo 1739 – 28 maggio 1767)        | 23 gennaio 1765     | Regina 23 gennaio 1765Imperatrice 18 agosto 1765 | 28 maggio 1767                         | Carlo VII, imperatore del Sacro Romano Impero, e Maria Amalia d'AustriaCasato di Wittelsbach | Giuseppe II  |
|          | Maria Luisa di Spagna (24 novembre 1745 – 15 maggio 1792)         | 5 agosto 1765       | Imperatrice 30 settembre 1790                    | 1º marzo 1792 (morte del marito)       | Carlo III, re di Spagna, e Maria Amalia di SassoniaBorbone di Spagna                         | Leopoldo II  |
|          | Maria Teresa di Napoli e Sicilia (6 giugno 1772 – 13 aprile 1807) | 15 agosto 1790      | Imperatrice 5 luglio 1792                        | 6 agosto 1806 (abdicazione del marito) | Ferdinando IV, re di Napoli, e Maria Carolina d'Asburgo-LorenaBorbone di Napoli              | Francesco II |

## Imperatrici Tedesche, Regine di Prussia
Alla dissoluzione del Sacro Romano Impero, nel 1806, seguì la creazione di una serie di organizzazioni che riunissero i vari Stati tedeschi, ovvero la Confederazione del Reno (1806-1813), la Confederazione germanica (1815-1866) e la Confederazione Tedesca del Nord (1867-1871). La lotta per l'egemonia tra il Regno di Prussia degli Hohenzollern e l'Impero austriaco degli Asburgo-Lorena si concluse con l'unificazione della Germania e la costituzione dell'Impero tedesco a guida prussiana, nel 1871.
Gli Imperatori Tedeschi erano anche Re di Prussia, quindi le loro mogli erano Imperatrici Tedesche e Regine di Prussia.
 Hohenzollern 
| Ritratto | Nome (nascita–morte)                                                                              | Data del matrimonio | Periodo                     | Periodo                                  | Ascendenza e famiglia d'origine                                                                                  | Consorte     |
| Ritratto | Nome (nascita–morte)                                                                              | Data del matrimonio | Inizio                      | Fine                                     | Ascendenza e famiglia d'origine                                                                                  | Consorte     |
| -------- | ------------------------------------------------------------------------------------------------- | ------------------- | --------------------------- | ---------------------------------------- | --- | ------------ |
|          | Augusta di Sassonia-Weimar-Eisenach (30 settembre 1811 – 7 gennaio 1890)                          | 11 giugno 1829      | Imperatrice 18 gennaio 1871 | 9 marzo 1888 (morte del marito)          | Carlo Federico, granduca di Sassonia-Weimar-Eisenach, e Maria Pavlovna di RussiaCasata di Wettin                 | Guglielmo I  |
|          | Vittoria di Gran Bretagna (21 novembre 1840 – 5 agosto 1901)                                      | 25 gennaio 1858     | Imperatrice 9 marzo 1888    | 15 giugno 1888 (morte del marito)        | Alberto di Sassonia-Coburgo-Gotha e Vittoria, regina del Regno UnitoCasata di Wettin                             | Federico III |
|          | Augusta Vittoria di Schleswig-Holstein-Sonderburg-Augustenburg (22 ottobre 1858 – 11 aprile 1921) | 27 febbraio 1881    | Imperatrice 15 giugno 1888  | 9 novembre 1918 (abdicazione del marito) | Federico VIII di Schleswig-Holstein-Sonderburg-Augustenburg e Adelaide di Hohenlohe-LangenburgCasa di Oldenburgo | Guglielmo II |

## Consorti di sovrani non riconosciuti
Oltre a quelle elencate, le seguenti donne furono mogli di pretendenti al Regno di Germania, ma che non furono riconosciuti ufficialmente come Re.
- Adelaide di Savoia († 1080). Fu la moglie di Rodolfo di Rheinfelden, anti-re tra il 1077 ed il 1080.
- Beatrice di Brabante (1225-11 novembre 1288). Il 10 marzo 1241, divenne la seconda moglie di Enrico Raspe, anti-re tra il 1246 e il 1247.
- Elisabetta di Hohnstein († circa 4 aprile 1380) fu moglie di Günther di Schwarzburg, che fu eletto re dei Romani al posto di Ludovico il Bavaro il 30 gennaio 1348, e che fu costretto a rinunciare al titolo da Carlo IV il 24 maggio 1349.